# Marek Gadzała
Marek Gadzała (ur. 9 lipca 1959 w Jaśle) – polski działacz opozycyjny w PRL, członek Ruchu Młodej Polski, publicysta.

## Życiorys
W latach 1979–1983 był studentem Wydziału Mechanicznego Politechniki Krakowskiej. W czasie studiów związał się z krakowskim środowiskiem Ruchu Młodej Polski, uczestniczył w spotkaniach samokształceniowych, kolportażu pisma "Bratniak" i książek wydawnictwa "Młoda Polska". W latach 1982–1983 był członkiem redakcji miesięcznika "Solidarność Narodu", od 1983 członkiem redakcji pisma "Polityka Polska", w którym redagował dział międzynarodowy. W latach 1983–1988 studiował równocześnie historię na Uniwersytecie Jagiellońskim. W latach 1984–1989 był członkiem Klubu Myśli Politycznej "Dziekania".
W 1989 został redaktorem naczelnym "Polityki Polskiej" i pełnił tę funkcję do końca pisma w 1991 (legalnie wydano pięć numerów). Od 1990 był członkiem Komitetu Obywatelskiego „Solidarność”. Od 1991 zajmował się działalnością gospodarczą w Jaśle.
W 2009 został odznaczony Krzyżem Oficerskim Orderu Odrodzenia Polski (M.P. z 2010, nr 27, poz. 291).